# Johann Rudolph von Skrbensky
Johann Rudolph von Skrbensky (geb. 1746 oder 1750 in Klieschau (Schlesien); gest. 18. Juni 1800) war ein preußischer Landrat und Landschaftsdirektor.

## Herkunft
Johann Rudolph von Skrbensky war der Sohn von Maximilian Bernhard von Skrbensky (1706–1752), kaiserlicher Hauptmann, sowie Erbherr auf Wandritsch und Klieschau im Kreis Steinau. Seine Mutter war Johanna Eleonore (1719–1777), geb. von Kreckwitz, die seit 1753 auf Wandritsch lebte.

## Leben
Johann Rudolph von Skrbensky immatrikulierte sich im Oktober 1769 an der Universität Frankfurt (Oder) für ein Studium der Rechtswissenschaften. Nach Ende des Studiums wandte er sich der Landwirtschaft zu. 1776 übernahm er von seinen Brüdern das Gut Klieschau, das Gut Gaeblitz kam später noch dazu. Am 16. Dezember 1780 wurde er Justizrat und ständiger Kommissar in den Kreisen Wohlau und Steinau. Mittels Ordre vom 26. Januar 1791 wurde er nach vorheriger Wahl durch die Stände als Landschaftsdirektor in den Fürstentümern Liegnitz und Wohlau bestätigt. Am 31. Dezember 1794 wurde er zum Nachfolger von George Sigismund von Unruh als Landrat des Kreises Steinau-Raudten ernannt. Das Amt als Landrat übte er bis zum Frühjahr des Jahres 1800 aus, Nachfolger wurde Wolfgang Gustav von Wechmar.

## Persönliches
Johann Rudolph von Skrbensky war seit 1780 Freimaurer. Er war mit Henriette (1755–1835), geb. von Lüttwitz aus dem Hause Langheinersdorf verheiratet.
Johann Rudolph hatte mehrere Brüder, darunter Maximilian Franz (* um 1744), Major im Dragoner-Regiment von Katte, Gotthard Weickhard (1751–1816), Rittmeister im Kürassier-Regiment von Werther und Franz Weickard (1747–1809), Regierungsrat.